# Tmarus riccii
Tmarus riccii là một loài nhện trong họ Thomisidae.
Loài này thuộc chi Tmarus. Tmarus riccii được Lodovico di Caporiacco miêu tả năm 1941.